# غريك (ماكو)
غريك هي قرية في مقاطعة ماكو، إيران. يقدر عدد سكانها بـ 212 نسمة بحسب إحصاء 2016.